# Когнитивная система
Когнити́вная систе́ма, когнити́вная структу́ра (от лат. cognitiо «познание, представление, разбор дела») — система познания (человека), сложившаяся в сознании в результате становления характера, воспитания, обучения, наблюдения и размышления об окружающем мире. На основе этой системы ставятся цели и принимаются решения о том, как надо действовать в той или иной ситуации, стараясь избежать когнитивного диссонанса. В основе когнитивной системы лежит взаимодействие мышления, сознания, памяти и языка; носителем такой системы является мозг (человека).
К числу определяющих признаков когнитивной системы могут быть отнесены:
- выразительность — вербализуемость средствами системы языка;
- эффективность — нацеленность на быстрое и эффективное решение практических задач;
- алгоритмичность — основанность на алгоритмах;
- усваиваемость — система усваивается в результате научения;
- адаптируемость[2].

Аккумулированные знания о действительности, выраженные в определённых знаковых системах, присущих определённой культуре или этносу, носят название концептов, сочетающих в себе как универсальные представления о мире, свойственные всему человечеству, так и субъективно-национальные, обусловленные ментальными и культурными особенностями этноса, говорящего на конкретном языке. Совокупность концептов (концептосфера) репрезентуется языковой картиной мира.
Формирование целей и принятие решений зависит не только от содержания когнитивной системы и вновь поступившей информации, но и от физического и психического состояния человека и других факторов. В частности, существенно зависит от формы представления вновь поступившей информации.
Выделяются также искусственные когнитивные системы, то есть небиологические системы, присущие машинам с признаками искусственного интеллекта, обладающим когнитивной функцией, под которой, в свою очередь, понимается «способность связывания событий во времени, построение интерактивной пространственно-временной модели событий».